# UR–100
Az UR–100 (GRAU-kódja: 8K84, NATO-kódja: SS–11 Sego) szovjet kétfokozatú, folyékony hajtóanyagú, silóba telepített interkontinentális ballisztikus rakéta, melyet az OKB–52 tervezőiroda fejlesztett ki az 1960-as évek közepétől. A Hrunyicsev Gépgyár gyártotta 1966–1974 között. 1967 júliusában rendszeresítették a Szovjet Hadsereg Hadászati Rakétacsapatainál. A legnagyobb mennyiségben gyártott és hadrendben tartott szovjet interkontinentális ballisztikus rakéta volt. 1966–1972 között 990 rakétaindító silót építettek ki a rakéta számára, melyekből egyszerre 950 állt szolgálatban. 1971-től a modernizált UR–100M változatot rendszeresítették. 1972-ben jelent meg a továbbfejlesztett UR–100K, majd 1975-ben az UR–100N változat.